# Her Majesty
Her Majesty – utwór zespołu The Beatles, który napisał i nagrał z akompaniamentem gitary Paul McCartney. Jest to jeden z pierwszych przykładów ukrytego utworu (hidden track) w muzyce rockowej. Piosenka ukazała się na płycie Abbey Road w 1969 roku. Pierwotnie stanowiła część końcowej wiązanki utworów i znajdowała się pomiędzy „Mean Mr. Mustard” i „Polythene Pam”. McCartney uznał jednak, że Her Majesty nie pasuje do pozostałych utworów i piosenka została wycięta z wiązanki przez reżysera dźwięku Johna Kurlandera. McCartney polecił mu ponadto zniszczyć nagranie, lecz polityka EMI stanowiła, że żadne nagranie Beatlesów nie może być zniszczone. W tym czasie wydrukowano okładki i „Her Majesty” nie znalazło się w spisie utworów na oryginalnym wydaniu płyty.
Później jednak Kurlander wpadł na pomysł, by umieścić utwór na samym końcu ścieżki dźwiękowej po 14-sekundowej przerwie oddzielającej go od piosenki „The End”. McCartneyowi spodobał się ten zaskakujący efekt i piosenka wróciła na płytę. Głośny akord, który słychać na początku „Her Majesty” to zakończenie „Mean Mr. Mustard”. Utwór kończy się nagle, ponieważ jej wybrzmienie pozostało na początku „Polythene Pam”.
„Her Majesty” licząca 23 sekundy jest najkrótszą piosenką w repertuarze The Beatles („Revolution 9” jest najdłuższa).